# Горкін Олександр Павлович
Горкін Олександр Павлович (1 травня 1936, Москва — 24 січня 2022, там само) — російський економіко-географ, доктор географічних наук (1988), професор географічного факультету Московського державного університету (2001), директор (1994—2001), головний редактор (1992—2001) видавництва «Велика Російська енциклопедія». Заслужений працівник культури РФ.

## Біографія
Народився 1 травня 1936 року в Москві. Батько — головний конструктор заводу «Динамо» імені Кірова, один з творців першого радянського локомотива та вагонів метрополітену, загинув на фронті у жовтні 1941 року. Мати — вчителька початкових класів, після загибелі батька пішла працювати бухгалтером на заводі «Динамо».
Горкін Олександр Павлович закінчив школу на відмінно, з медаллю. Вступив до географічного факультету Московського університету. Після закінчення університету в 1959 році три роки працював в Науково-дослідному інституті техніко-економічних досліджень в хімічному комплексі (НИИТЭХИМ), де займався хімічною промисловістю зарубіжних країн, зокрема США. У 1963 році перейшов на роботу в Інститут географії Академії наук СРСР, де 1966 року захистив кандидатську дисертацію на тему «Географія нафтохімічної промисловості США». У 1979 році став завідувачем редакції географії видавництва «Радянська енциклопедія», яка з 1991 року стало називатися «Велика Російська енциклопедія». У 1988 році захистив докторську дисертацію з географічних наук на тему «Економіко-географічні процеси, структури, закономірності розвитку промисловості капіталістичних країн в епоху науково-технічної революції: (На прикладі обробної промисловості США)».
У період 1994—2001 років був директором і головним редактором видавництва «Велика Російська енциклопедія». Після відходу Горкіна з видавництва, який був ініційований співробітниками, що звинуватили директора в спробах «приватизувати і дискредитувати видавництво», директором «Великої Російської енциклопедії» став Дмитро Прокопчук, а головним редактором Сергій Кравець. З 2001 року Горкін — професор кафедри соціально-економічної географії зарубіжних країн географічного факультету МДУ.
Викладає на кафедрі курси: географія населення і основи демографії (зарубіжні країни), соціально-економічна географія США, основні проблеми географії промисловості зарубіжних країн, територіальна організація промислового виробництва в розвинених країнах у постіндустріальну епоху.
Член спеціалізованих учених рад при Інституті географії РАН і Московському університеті. Член редколегії журналу «Известия РАН. Серия географическая». Під керівництвом О. П. Горкіна захищено 11 кандидатських дисертацій.
Член експертної комісії з присудження премій імені А. О. Григор'єва при Президії РАН і експертної комісії Рососвіти і РАН за шкільними підручниками географії. Член Міжнародної академії творчості.

## Наукова діяльність
Область наукових інтересів: географія промисловості США, теорія розміщення виробництва, постіндустріальна економіка, системно-структурний підхід в соціально-економічній географії, економічна картографія. Автор концепції факторів і умов розміщення виробництва, територіально-організаційної структури виробництва, встановлення досить чітко вираженою зворотного зв'язку між зростанням промислового виробництва і процесом його просторового вирівнювання в індустріальну епоху в межах країни (на матеріалах США).
Автор праць з географії промисловості США, теорії розміщення промисловості зарубіжних країн:
- Природный газ в химической промышленности США. — М., ВНИИГАЗ, 1968 (у співавторстві з А. К. Арським).
- Военная промышленность США, ее отраслевая и территориальная структура. — М., 1970 (у співавторстві з В. М. Гохманом і А. П. Полежаєвим).
- Региональные исследования за рубежом. — М., Наука, 1973 (у співавторстві).
- Обрабатывающая промышленность мира: современные тенденции и структурные сдвиги // Экономическая география мирового развития. ХХ век. — СПб: Алетейя, 2003. — С. 179—206. (у співавторстві з Т. І. Горкіной і Б. Н. Зиминим).
- Глобальная система промышленности мира как объект научного познания. — М.: Экон-Информ, 2009. — С. 8—19. (у співавторстві з І. А. Родіоновою і В. Н. Холіною).
- Территориальная структура обрабатывающей промышленности США и деловые циклы. — М.: Экон-Информ, 2009. — С. 77—99.

Редактор і упорядник великої кількості енциклопедичних видань, серед яких:
- енциклопедія «Географія Росії» (1998);
- «Великий енциклопедичний словник школяра» (1999);
- енциклопедичний словник «Вітчизну. Історія, люди, регіони Росії» (1999);
- «Короткий енциклопедичний словник» (у 2 томах) (2000);
- «Ілюстрований енциклопедичний словник» (2000);
- «Енциклопедичний словник необхідних знань» (2001);
- «Новий енциклопедичний словник школяра» (у 2 томах) (2001);
- «Шкільний біографічний словник» (2002);
- «Універсальна енциклопедія школяра» (у 2 томах) (2005);
- тому «Географія» і «Країни і міста» в серії «Сучасна ілюстрована енциклопедія» (2006) — География (Современная иллюстрированная энциклопедия). — М.: Росмэн-Пресс, 2006. — 624 с. — ISBN 5-353-02443-5.

## Нагороди
- 7 червня 1996 року — Заслужений працівник культури Російської Федерації, за заслуги в області культури і багаторічну плідну роботу[5].
- 2 березня 2000 року — Орден Пошани за великий внесок у розвиток наукового книговидання[6]. Орден вручав особисто В. В. Путін в Кремлі.

### Інтерв'ю
- Александр Горкин: «Мы выпускаем книги, без которых не может жить страна» // Культура. — № 1. — 1999. (рос.)
- Александр Горкин: «Первые советские энциклопедии писали оппортунисты»[недоступне посилання з квітня 2019] // Ex Libris, 11 травня 2000 року. (рос.)
- Александр Горкин: «Энциклопедия — не доска почета» // Труд. — № 51. — 2000. — 21 березня. (рос.)